# アイ・オー・データ機器
株式会社アイ・オー・データ機器（アイ・オー・データきき、英: I-O DATA DEVICE, INC.）は、石川県金沢市に本社を置く精密機器メーカー。主にコンピュータの周辺機器を製造・販売する。その創業時期は、日本のパーソナルコンピュータの黎明期にもあたり、周辺機器メーカーとしては老舗といえる。
コーポレートメッセージは「進化する明日へ Continue thinking」。

## 社名
社名は「アイ・オー・データ機器」であるが、コーポレートロゴは「I-O DATA」であるため、「アイ・オー・データ」「アイ・オー」などの略称も使われる。
社名の「アイ・オー」（I-O）とはそれぞれデータ入力（input）の「I」、出力（output）の「O」に由来しているが、入出力を「I/O」と記述するため、「I/O DATA」や「IO DATA」などと誤記される場合がある。

## 概要
1976年に、創業者である細野昭雄の自宅ガレージにて創業。最初の仕事は福井県の繊維業者から発注された「オンライン織布工場管理システム」であった。
一般にはシャープやNECの8ビットパソコンに対応した外部記憶装置、周辺機器の開発などから注目を浴びるようになり、HDDやMO、CD-RW、DVD-RAMドライブなどのストレージ機器やIDE、SCSI、USBなどのインターフェース部品、メモリーに比較的強い。また、NECのPC-9800シリーズが市場から姿を消した後も、長期に亘り対応機器を発売し続けたことでも知られる。PCメーカー各社の純正パーツのOEM、設計も行っている。
かつてのマスコットは、三角帽をかぶった「マルチ君」と「メディアちゃん」。店頭のデモンストレーションや、カタログ、ローカルCMで姿を見ることが出来た。マルチメディアという言葉が持て囃されていたMicrosoft Windows 3.1から95の頃に活躍していた。その後森井ケンシロウによって描かれる、女子大学生のアイちゃんと、猫のオデッタを中心としたキャラクター群が公式キャラクターとなり、製品の活用例や、紹介が4コマ漫画やアニメーションとして掲載されていた。IODATAチャンネルで公開されている動画にも動画などがあり、主に台詞は噴出しで表記されていたが、音声入り動画ではオデッタを原田ひとみ、アイちゃんを平田真菜が演じていた。
1999年（平成11年）には釈由美子を起用したMP3プレーヤーとしてHyperHydeのCMも放映されていた。
2002年（平成14年）以降、更なる成長を目指しRec-ON、Rec-POTなどのハードディスクレコーダーや液晶テレビ、地上デジタル放送対応チューナーなど家電分野への進出も積極的である。
2010年（平成22年）2月1日には同業のバッファローの親会社であるメルコホールディングス、デジオンと一般社団法人デジタルライフ推進協会を設立しパソコン周辺機器メーカーの立場から家電分野への影響力強化を狙っている。
2013年からは、スマートフォンを意識した製品が増え、PC向け以外の製品の開発や販売が増えている。
2013年（平成25年）1月、経営環境悪化を理由に80名の希望退職を募集。同社としては初めてのことであり、その規模は全従業員数の約14％に相当する。最終的に121名の削減が発表されている。
2013年（平成25年）6月、コーポレートロゴ（CI）のリニューアルを発表。創業以来用いられてきた青の長方形に白抜きのI-O DATAと描かれたロゴに対し、新しいロゴでは、フォントは丸くなり、文字色が紺、ハイフンに該当する部分がひし形で紫になっているほか、コーポレートメッセージである「進化する明日へ Continue thinking」が掲げられた。実際のロゴでは、コーポレートメッセージの位置や有無はレイアウトによって異なる。従来ロゴに対し、外枠を取り払い、丸みを帯びた字体には、顧客を含むすべての利害関係者との間に垣根の無い身近な存在であり、既存の枠組みに囚われることなく柔軟に進化し続ける企業でありたいという表現、ひし形になったIとOの間のシンボルは「心」をモチーフに、顧客のお客様の声に耳を傾け、それに応える製品作り（O：アウトプット）を行うための技術とアイデアを磨き続ける創業精神を示している。2013年7月の会計年度より順次切り替えられた。

旧ロゴ

2015年（平成27年）4月、ウェスタン・デジタルとの日本国内におけるWD社製の外付けハードディスク製品に関する販売代理店契約を締結。アイ・オー・データ機器ブランドの外付けHDDでは録画向けなど日本固有の需要に特化した市場へ訴求し、WDブランドの外付けHDDはMacユーザーに対してMac専用モデルの訴求や、高機能な付属アプリケーションなどの付加価値を重視するユーザーに訴求していきたいとしている。
2017年（平成29年）2月、Embest Technology Co. Ltdとの代理店契約を締結。第1弾として「Raspberry Pi」及びそのオプション品など6商品の販売を2月中旬より開始する。
2017年（平成29年）9月26日、創業者で現代表取締役社長の細野昭雄が代表取締役会長に、常務取締役事業戦略本部本部長兼プロジェクト推進室室長の濵田尚則が代表取締役社長兼事業戦略本部長兼プロジェクト推進室室長に就任。
2022年2月9日、同社経営陣らによるMBOを実施すると発表した。株式公開買付け成立後、同年6月16日付で上場廃止となった。
2023年7月1日、代表取締役会長の細野昭雄が会長兼任のまま社長に復帰した。前代表取締役社長の濵田尚則は取締役国内子会社事業推進担当兼株式会社エスティートレード代表取締役社長となる。

## 主力製品・事業
- 液晶ディスプレイ（主にコンピュータディスプレイ）
- グラフィックアダプター（USB接続）
- メモリー
- フラッシュメモリー
- メモリーカード
- ハードディスク
  - LANDISK
- 無線LAN
- カードリーダー
  - ぴタッチ（生産終了）
- DVDドライブ
- ビデオキャプチャ
- ワンセグチューナー
  - SEG CLIP
- パソコン用地上デジタルチューナー
- 各種インターフェースカード
- 三菱ケミカルメディア「Verbatim」「MITSUBISHI」製品[注 1]
2013年4月から日本総代理店として、一般向け光ディスクやメモリーカードなどの販売を手掛けている。

Windowsの他にMac向け商品ラインナップを持つ。

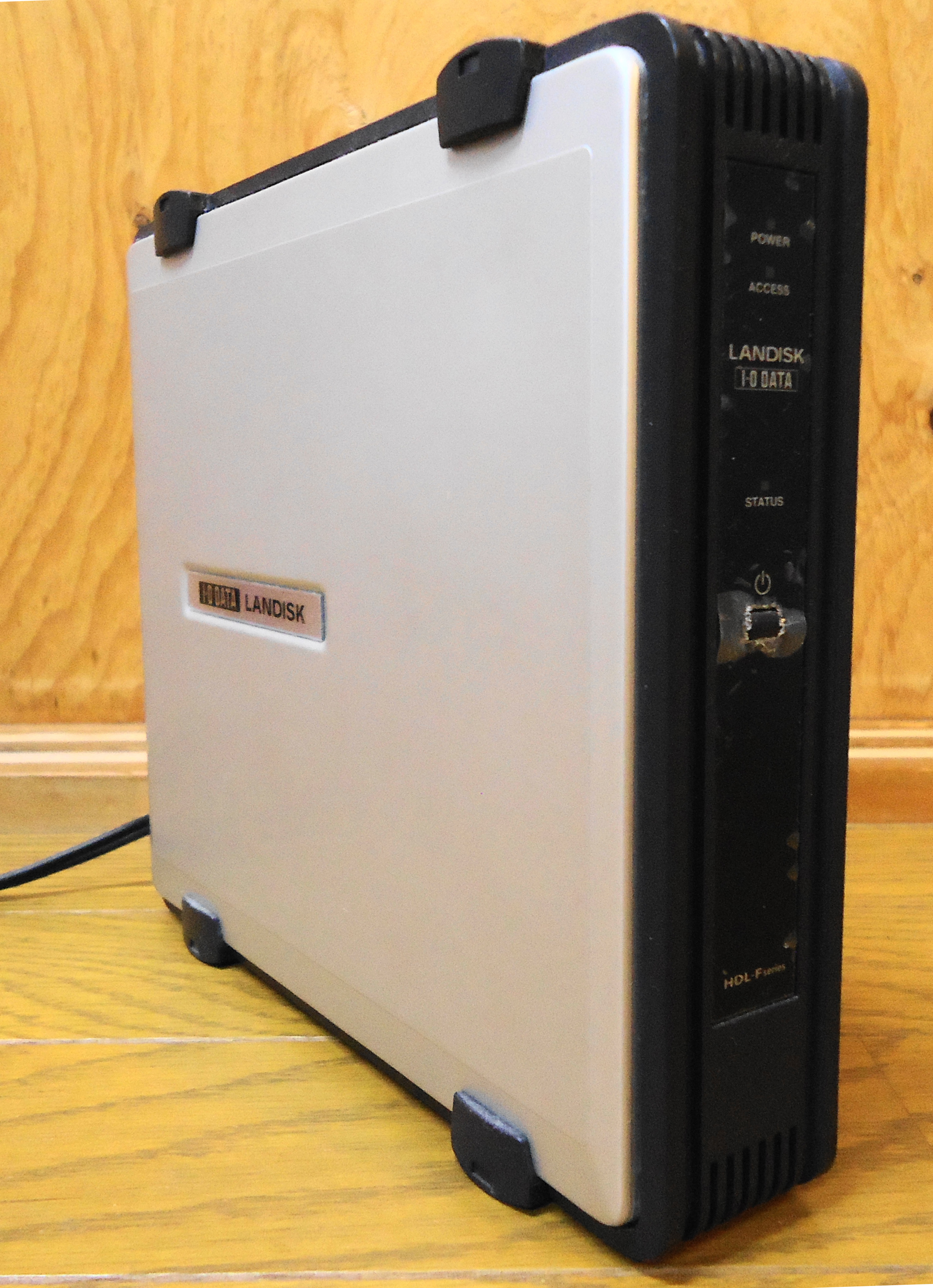
LANDISK HDL-F250
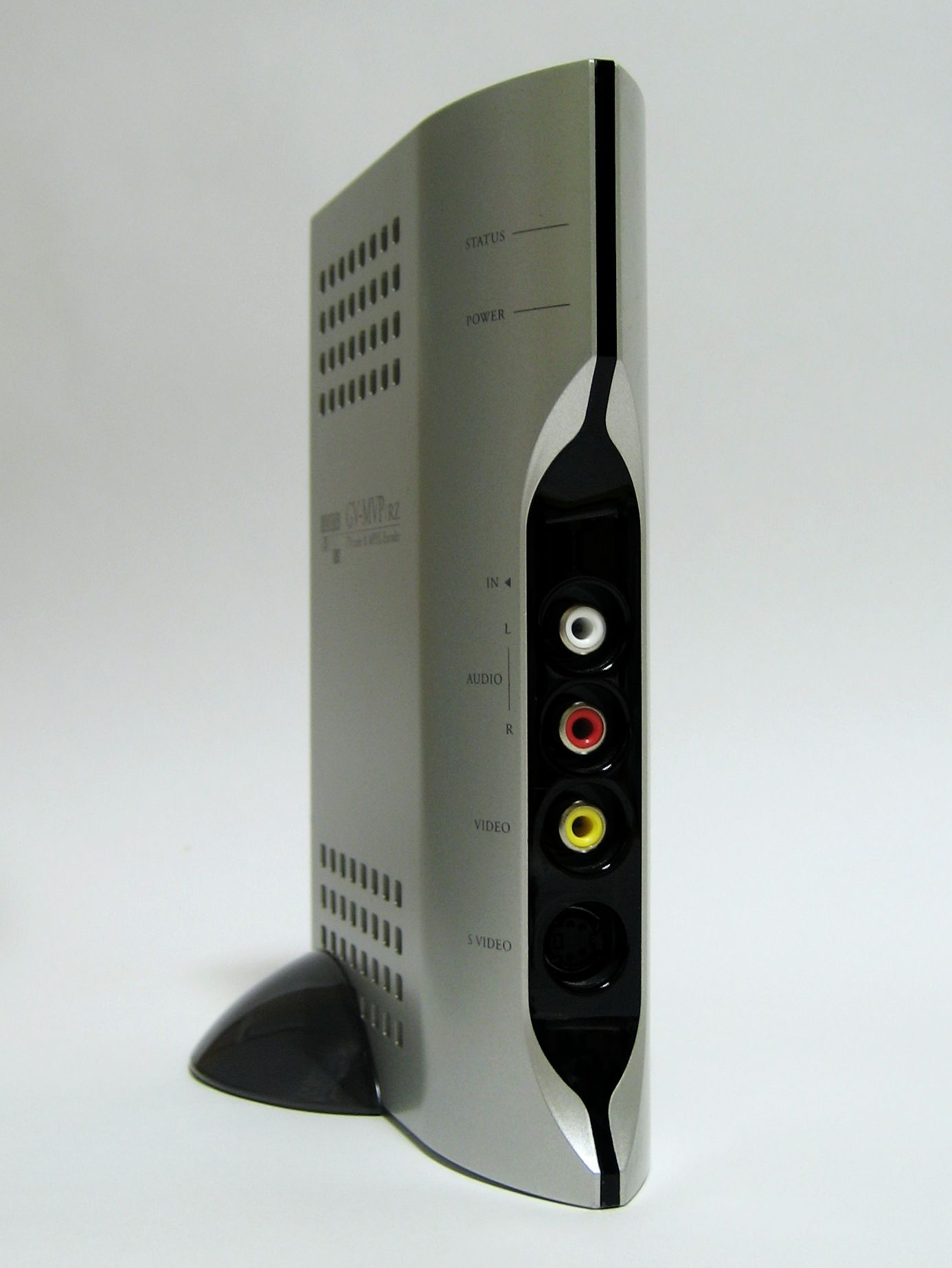
TVチューナー GV-MVP/RZ
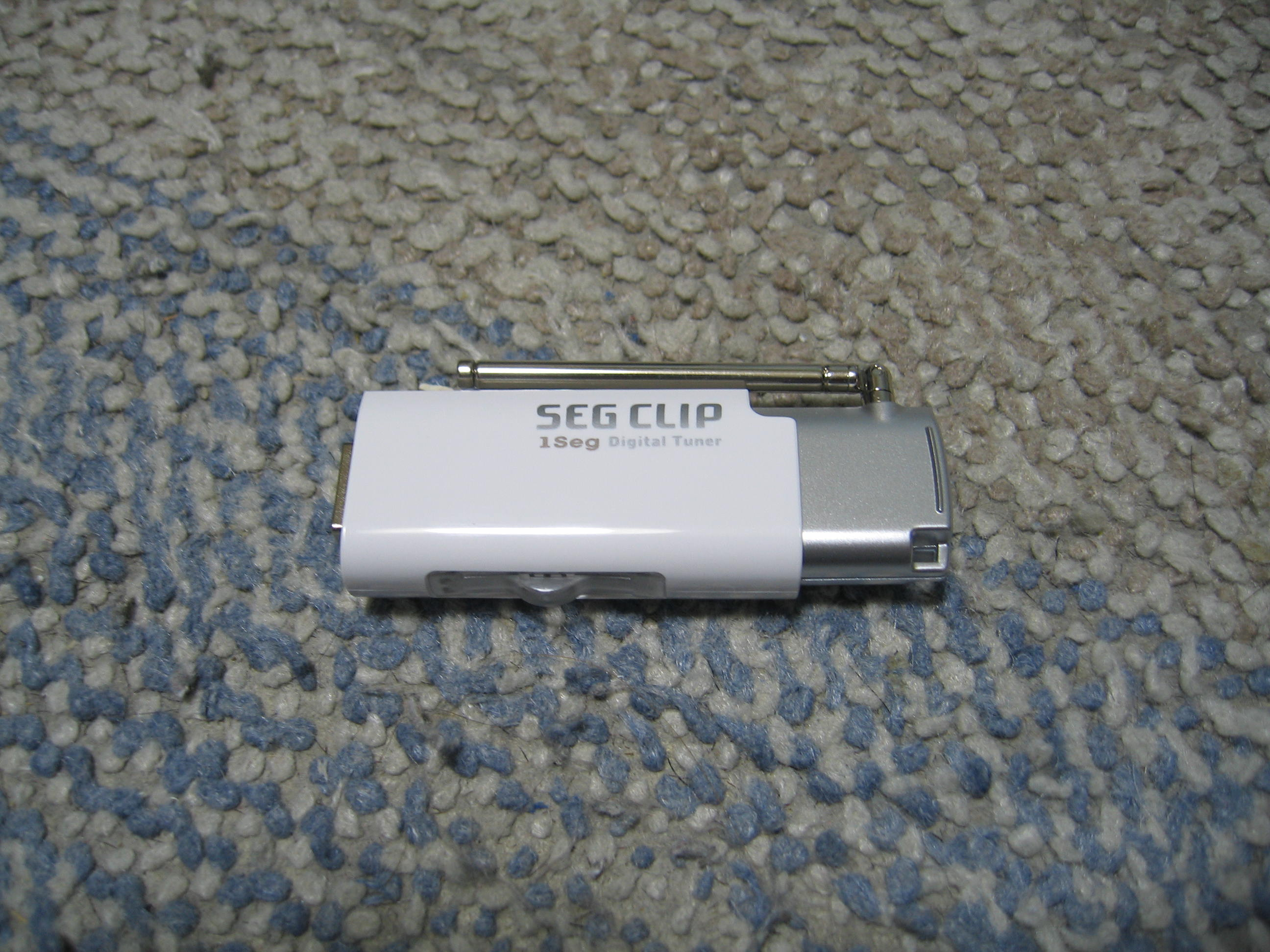
ワンセグチューナー （SEG CLIP）

## 主要事業所
- 本社 - 石川県金沢市桜田町3-10
- 本社第2ビル - 石川県金沢市桜田町2-84
- 東京オフィス - 東京都千代田区神田須田町1-23-1 住友不動産神田ビル2号館8F
- 大阪営業所 - 大阪市淀川区宮原3-4-30 ニッセイ新大阪ビル11F
- 札幌営業所 - 札幌市北区北10条西4-1 楠本第10ビル6F
- 仙台営業所 - 仙台市宮城野区榴岡3-4-1 アゼリアヒルズ10F
- 名古屋営業所 - 名古屋市中区新栄町2-9 スカイオアシス栄12F
- 福岡営業所 - 福岡市中央区舞鶴1-1-3 リクルート天神ビル3F
- 能美物流センター 石川県能美市吉原釜屋町ヲ18

## 沿革
- 1976年（昭和51年）1月10日 - 石川県金沢市（高岡町）に、株式会社アイ・オー・データ機器を設立。
- 1979年（昭和54年）12月 - カラー画像自動読取装置を開発、販売開始。
- 1980年（昭和55年）4月 - シャープMZシリーズ用の拡張ボードでパソコン周辺機器分野へ参入。
- 1984年（昭和59年）1月 - 東京都千代田区に東京営業所を開設。
- 1991年（平成3年）
  - 2月 - 大阪府大阪市淀川区に大阪営業所を開設。
  - 3月28日 - 日本証券業協会に店頭登録。
- 1992年（平成4年）3月 - 石川県金沢市（桜田町）に、本社・工場を新設、移転。
- 1993年（平成5年）7月26日 - クリエイティブテクノロジーLTDとの合弁会社、クリエイティブメディア株式会社を設立[14]。
- 1994年（平成6年）
  - 4月 - 福岡県福岡市博多区に福岡営業所を開設。
  - 5月 - 秋葉原ラジオ会館7Fに秋葉原ショールームを開設。
- 1995年（平成7年）
  - 4月 - 愛知県名古屋市中区に名古屋営業所を開設。
  - 11月 - 北海道札幌市北区に札幌営業所を開設。
- 1996年（平成8年）
  - 1月 - 國際艾歐資訊股份有限公司を設立。
  - 2月 - 株式会社アイ・オー・ネットを設立。
  - 5月 - 石川県金沢市（桜田町）に、本社第2ビルを新設。
- 1998年（平成10年）
  - 3月 - 宮城県仙台市宮城野区に仙台営業所を開設。
  - 8月 - ISO9001認証取得。
  - 11月 - 神奈川県横浜市港北区に横浜営業所を開設。
- 1999年（平成11年）
  - 4月 - 広島県広島市中区に広島営業所を開設。
  - 5月 - 秋葉原ショールームをI・OプラザAKIBAに名称変更。
- 2000年（平成12年）7月 - ショールームを新規に取得した自社ビルへ移転[15]。
- 2001年（平成13年）
  - 3月 - TAXAN I-O DATA USA, INC.を設立。
  - 7月 - TAXAN I-O DATA USA, INC.の商号をI-O DATA DEVICE USA, INC.へ変更。
  - 12月 - 國際艾歐資訊股份有限公司とI-O＆YT Pte. Ltd.が、艾歐資訊横山（香港）有限公司（現・連結子会社）を設立。
- 2002年（平成14年）
  - 1月 - ISO14001認証取得。
  - 2月 - 株式会社アイ・オー・ネットの清算を完了。
  - 3月 - 挑戦者ブランドの新設。
- 2004年（平成16年）
  - 7月 - 艾欧北菱横山（上海）貿易有限公司（現・連結子会社）を設立。
  - 12月 - 株式会社ジャスダック証券取引所に株式を上場。
- 2005年（平成17年）
  - 5月 - 欧州駐在員事務所をドイツ連邦共和国ベルリン市に開設。
  - 7月 - 執行役員制度を導入。
- 2006年（平成18年）
  - 3月 - 東京営業所を閉鎖し、秋葉原UDXに営業本部を新設、移転。
  - 7月 - I・OプラザAKIBAを閉鎖。
- 2007年（平成19年）
  - 3月 - 欧州駐在員事務所を閉鎖。
  - 4月 - I-O DATA DEVICE USA, INC.の清算開始。
- 2008年（平成20年）
  - 1月 - I-O DATA America, INC.（現・連結子会社）を設立。
  - 2月 - 増資によりI-O＆YT Pte. Ltd.を関連会社へ変更。
  - 12月 - 艾欧北菱横山（上海）貿易有限公司の解散を発表[16]。
- 2009年（平成21年）
  - 6月30日 - 横浜営業所を閉鎖[17]。
  - 7月 - 艾欧北菱横山（上海）貿易有限公司の業務清算を完了。
- 2010年（平成22年）
  - 6月 - 株式会社デジオンの株式を追加取得し、関連会社とする。
  - 10月 - 株式会社大阪証券取引所ヘラクレス市場、同取引所JASDAQ市場及び同取引所NEO市場の各市場の統合に伴い、大阪証券取引所JASDAQ（スタンダード）に株式を上場。
- 2011年（平成24年）3月 - ITGマーケティング株式会社を設立[18]。
- 2013年（平成25年）
  - 1月 - 80名の希望退職募集を開始[19]。
  - 6月 - コーポレートロゴの刷新を発表。切り替えは同年7月から実施。
  - 7月 - 東京オフィスを東京都千代田区神田に移転。株式会社大阪証券取引所と、株式会社東京証券取引所の現物市場の統合に伴い、東京証券取引所JASDAQ（スタンダード）に株式を上場。
- 2014年（平成26年）
  - 1月 - 艾歐資訊横山（香港）有限公司を完全子会社化。
  - 7月 - 艾歐資訊横山（香港）有限公司を艾歐資訊香港有限公司に商号変更。
- 2015年（平成27年）8月 - 東京証券取引所市場第二部に市場変更。
- 2016年（平成28年）
  - 2月 - 東京証券取引所市場第一部に指定替え[20]。
  - 12月14日 - 一般財団法人I-O DATA財団（現・公益財団法人I-O DATA財団）を設立。
- 2019年
  - 5月 - 石川県能美市（吉原釜屋町）に物流センターを新設。株式会社デジオンの所有株式の全てを売却し、同社を関連会社から除外。
  - 8月 - I-O DATA VIETNAM CO., LTD.（現・連結子会社）を設立。
- 2021年（令和3年）7月 - 株式会社エスティトレード（現・連結子会社）の全株式を取得し、完全子会社化。
- 2022年（令和4年）
  - 4月4日 - MBOの一環として、株式会社AHCが株式公開買付けにより74.90%の株式を取得[21]。
  - 6月16日 - 東京証券取引所スタンダード市場上場廃止[22]。（株式併合により株主は株式会社AHCと公益財団法人I-O DATA財団のみに[23]。）
- 2023年（令和5年）4月 -  50名の希望退職募集[24]。

## 子会社
- 國際艾歐資訊股份有限公司
- 艾歐資訊香港有限公司
- I-O DATA America,Inc.
- ITGマーケティング株式会社
- I-O DATA VIETNAM CO., LTD.
- 株式会社エスティトレード

## 関連会社
- I-O & YT Pte. Ltd.
- クリエイティブメディア株式会社 - シンガポールのクリエイティブテクノロジーとの合弁会社

## 関連公益法人
- 公益財団法人I-O DATA財団 - 石川県を拠点とするスポーツ団体への助成を行っている[25]。